# بزرگراه میان‌ایالتی ۲۵
بزرگراه میان ایالتی ۲۵ (به انگلیسی: Interstate-25، مخفف:I-25) یکی از بزرگراه‌های میان ایالتی آمریکاست. که مسیر شمالی-جنوبی داشته و زیرمجموعه دارد. این بزرگراه، از بزرگترین بزرگراه‌های آمریکاست.